# Ill Manors (album)
Ill Manors (stilizzato come iLL Manors) è il terzo album in studio del rapper e musicista britannico Plan B. Pubblicato il 23 luglio 2012, l'album contiene la colonna sonora dell'omonimo film. Se la maggior parte delle canzoni dell'album sono state utilizzate come colonna sonora dell'omonimo film, prodotto e diretto dallo stesso Drew, alcune delle registrazioni sono state completate dopo la pubblicazione del film.
Il disco è stato principalmente prodotto da Al Shux e Plan B stesso e contiene collaborazioni con Labrinth, Kano, Takura Tendayi e John Cooper Clarke.
Ill Manors ha debuttato alla posizione numero uno nella Official Albums Chart e ha ricevuto dalla critica recensioni positive. L'album è stato nominato per il Premio Mercury.

## Il disco
Il film Ill Manors è stato scritto come un "musical hip-hop per il ventunesimo secolo", comprendendo elementi del film poliziesco con sequenze di video musicali.
Plan B ha sempre fatto intendere di voler narrare un film con un brano differente per ognuna delle sei storie, ma alcune tracce dell'album, come Ill Manors sono state aggiunte in seguito.

A causa successo di The Defamation of Strickland Banks e del fatto che la tournée di Plan B sia durata per due anni, la post-produzione di Ill Manors e la registrazione dell'omonimo album non sono stati completati fino al 2012.
Le sessione di registrazioni per l'album hanno avuto luogo presso lo studio di registrazione "The Sanctuary" di Battersea e presso l'"Edge Recording Studio" di Alderley Edge nel Cheshire. Parlando dell'album in un'intervista, Drew ha dichiarato: "Si potrebbe chiamare bassline, soul, con un po' di hip hop. L'album ha la profondità lirica del mio primo disco, ma la composizione musicale è avanti anni luce, essendo improntato su tutto quello che ho imparato negli ultimi cinque anni - scrivendo, producendo e suonando con una band dal vivo. Mi sento meglio di quanto sia mai stato". In un'intervista alla rivista NME con Drew del 31 marzo 2012, a I Am the Narrator, la prima canzone che si sente nel film, era stata originariamente dato il titolo provvisorio di Fairydust. Deepest Shame era stata scritta come una canzone hip hop dal titolo Michelle, che era stata usata nel 2008 in un cortometraggio dello stesso Drew, "Michelle". La versione di Michelle, che è stata usata nel lungometraggio Ill Manors ha alcuni elementi simili a Deepest Shame, ma il brano compreso nell'album è stato riscritto come brano più soul; tuttavia, Michelle è incluso nella edizione bonus deluxe.
Nonostante Lost My Way sia stata eseguita la prima live Later... with Jools Holland nel maggio 2012, Drew ha sostenuto che stava ancora scrivendo la seconda strofa sulla strada per lo studio televisivo.
Prima della sua performance a Maida Vale, Plan B ha dichiarato il lavoro titolo di Playing with Fire era Jake, dal nome del suo carattere corrispondente nel film. Durante un'intervista su Digital Spy, il 6 giugno 2012, Drew ha ammesso che avrebbe dovuto ancora completare il lavoro sul disco; dopo la performance, Drew è stato intervistato da Zane Lowe, e ha ammesso che, anche se il lavoro avrebbe dovuto essere completato l'album, a quel giorno, era ancora incompleto.
Lost My Way, Great Day for a Murder e Live Once sono brani dell'album che non compaiono nel film, mentre Pity The Plight ha un testo diverso dalla versione cinematografica.
In un'altra intervista alla NME nel marzo 2012, è stato affermato che un brano dal titolo Don't Be Afraid, prodotto da una precedente collaborazione di Plan B con Chase & Status, era stato abbozzato come secondo singolo; l'album finale non conteneva alcuna produzione con Chase & Status. Nella stessa intervista ha confermato che un brano chiamato The Towers era stato completato per l'album; tuttavia, tale brano non era presente nell'album, e non è chiaro se sia stato re-intitolato o se sia rimasto inedito.

## Tracce
1. Plan B – Ill Manors – 3:46 (Ben Drew, Al Shuckburg, Vincent von Schlippenbach, David Conen, Pierre Baigorry, Dmitri Shostakovich)
2. Plan B – I Am the Narrator – 3:35 (Drew, Craig Merrin)
3. Plan B – Drug Dealer (feat. Takura) – 5:00 (Drew, Shuckburg)
4. Plan B – Playing with Fire (feat. Labrinth[7]) – 3:40 (Drew, Timothy McKenzie)
5. Plan B – Deepest Shame – 3:37 (Drew, Shuckburg)
6. Plan B – Pity the Plight (feat. John Cooper Clarke) – 4:21 (Drew, Shuckburg, John Cooper Clarke, Chris Haywood Brown)
7. Plan B – Lost My Way – 4:42 (Drew, Shuckburg)
8. Plan B – The Runaway – 4:42 (Drew, Shuckburg)
9. Plan B – Great Day for a Murder – 4:31 (Drew, Eric Appapoulay, Cathal Joseph Smyth)
10. Plan B – Live Once (feat. Kano) – 4:31 (Drew, Kieron McIntosh)
11. Plan B – Falling Down – 4:44 (Drew, Appapoulay, Richard Cassell, Tom Wright-Goss)

iTunes bonus track e versione giapponese
1. Plan B – Lost My Way (Raekwon Remix) – 3:38 (Drew, Shuckburg, Corey Woods)
2. Plan B – Lost My Way (Nu:Tone Remix) – 5:46 (Drew, Shuckburg)